# Naama (Xenakis)
Pour les articles homonymes, voir Naama.

Naama  est une œuvre pour clavecin amplifié de Iannis Xenakis, composée et créée en 1984.

## Histoire
Commande du Cercle littéraire de la Communauté Européenne et de la Société Luxembourgeoise de musique contemporaine, l'œuvre est dédiée à Élisabeth Chojnacka qui en donna la première audition le 20 mai 1984 au Studio RTL de Luxembourg.

## Discographie
- Ensemble Xenakis, Huub Kerstens, Sylvio Gualda, Élisabeth Chojnacka, Erato / Radio France, collection Musifrance, 1990